# Primitive Love
Primitive Love è il nono album in studio del gruppo musicale statunitense Miami Sound Machine, pubblicato il 13 agosto 1985.
Si tratta del secondo disco in lingua inglese per il gruppo, guidato da Emilio Estefan Jr. e Gloria Estefan.

## Tracce
1. Body to Body – 3:56
2. Primitive Love – 4:42
3. Words Get in the Way – 3:23
4. Bad Boy – 3:53
5. Falling in Love (Uh-Oh) – 3:58
6. Conga – 4:11
7. Mucho Money – 4:44
8. You Made a Fool of Me – 2:54
9. Movies – 2:57
10. Surrender Paradise – 4:50